# Calculocochlea oliveri
Calculocochlea oliveri Juárez-Ruiz, Matamales-Andreu et Kadolsky, 2020, el "caragol còdol d'en Pep Oliver" és una espècie de caragol terrestre endèmica i extingida de l'Oligocè de Mallorca (Illes Balears, Mediterrània occidental). Tots els exemplars documentats provenen de la Formació Cala Blanca, d'indrets on s'ha datat dins el Rupelià superior. El material tipus consisteix en l'holotip (MNIB-SHNB CG 050A) i un paratip (MNIB-SHNB CG 068) dipositats a la Societat d'Història Natural de les Balears, i un altre paratip (MBCN 23354) dipositat al Museu Balear de Ciències Naturals.
És un gasteròpode amb una closca de mida mitjana (43 mm d'altura) i espira elevada, ornamentada sols amb fines línies de creixement. Les voltes juvenils tenen uns marges angulosos, mentre que la darrera volta és més arrodonida. No presenta el peristoma reflectit, la qual cosa fa dubtar de la seva classificació dins els vidalièl·lids.
Calculocochlea oliveri va viure prop de zones humides, prop de rius i basses, en un context climàtic tropical, però relativament sec i fred.